# Slobozia (Moldavsko)
Slobozia (moldavskou cyrilicí Слобозия, rusky a ukrajinsky Слободзея / Slobodzeja) je město na levém (východním) břehu Dněstru na východě Moldavska. Náleží k mezinárodně neuznané Podněsterské moldavské republice a leží asi 10 km jižně od jejího hlavního města Tiraspolu. Je administrativním centrem Slobodzejského rajonu. Žije zde přibližně 15 tisíc obyvatel, především Moldavané (45 %) a Rusové (35 %).

## Historie
Slobozia byla založena na přelomu 17. a 18. století. Tento název je rumunský a v Moldavsku i Rumunsku ho nese více sídel (nejvýznamnější je župní město Slobozia), označuje „místo osvobozené od daní“. Jeho původ je ovšem slovanský, od základu slova „svoboda“.
Během rusko-tureckých válek roku 1768 byla vypleněna, později zde vznikla pevnost, při které se utvořily osady Ruská Slobozia (na jihu) a Moldavská Slobozia (na severu), které byly administrativně odděleny.
Sovětská vláda se zde ustavila v únoru roku 1920, následně zde proběhla kolektivizace zemědělství. V letech 1924–1940 byly obě slobozijské obce začleněny do Moldavské ASSR v rámci sovětské Ukrajiny, poté se staly součástí Moldavské SSR. Během druhé světové války levý břeh Dněstru v letech 1941–1944 okupovala rumunská a německá vojska, Slobozia byla začleněna do rumunské provincie Zadněstří (Transnistria). 
Rozhodnutím Prezidia Nejvyššího sovětu Moldavské SSR z 2. ledna 1972 se obce Moldavská Slobozia a Ruská Slobozia sloučily v jeden administrativní celek Slobozia, který obdržel status sídlo městského typu. 
V roce 1990 se obyvatelé Slobodzejského rajonu v referendu vyslovili pro vstup do nově utvořené Podněsterské moldavské SSR, jejíž vznik moldavské vedení v Kišiněvě neuznalo. Roku 2002 podněsterské vedení udělilo Slobozii status města. Sídlo si dodnes zachovává zemědělský charakter, z průmyslových závodů zde působí pouze pekárna a konzervárna.